# Rosalina de Vilanova

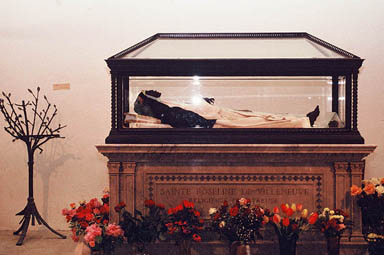
Urna que conté el cos momificat de la beata Rosalina

Rosalina de Vilanova (1263 – 1329) va ser una monja cartoixana francesa, considerada com a beata per l'Església Catòlica.
Roselina, del llatí Rossolina, ou  Rossa, Rufa, filla d'Arnau II de Vilanova i Sybille Burgolle Sabran de Los Arcs
Aquesta cosina d'Ausiàs de Sabran va ser educada per les clarisses d'Avinyó; però als 25 anys decidí ingressar a la cartoixa.
Va fer el seu noviciat a Sant-André-de-Ramières, prop de Prébayon (Valclusa) i un segon noviciat a la cartoixa de la Mare de Déu de Bertaud (Santa Maria de Aurouse), als Alts Alps abans de ser admesa a fer la professió religiosa el dia de Nadal de 1280.
Ella va a viure en l'austeritat i més tard es va convertir en priora de la cartoixa fundada pel seu germà Hélion a la diòcesi de Fréjus, a l'Abadia de La Celle-Roubaud, prèviament ocupada per benedictins. · 
A Les Arcs, la capella de Santa Rosalina, construïda al segle xi va ser classificada com a monument històric el 1980. Conté les restes de Santa Roselina que s'exposen en una urna de vidre i un reliquiari que manté els seus ulls, miraculosament conservats.